# Kniàzevo (Baixkíria)
|  | Per a altres significats, vegeu «Kniàzevo». |

Kniàzevo (en rus: Князево) és un poble de Baixkíria, a Rússia, que en el cens del 2010 tenia 20 habitants. Pertany al districte d'Arkhànguelskoie.